# Apaloderma
Apaloderma là một chi chim trong họ Trogonidae.

## Hình ảnh

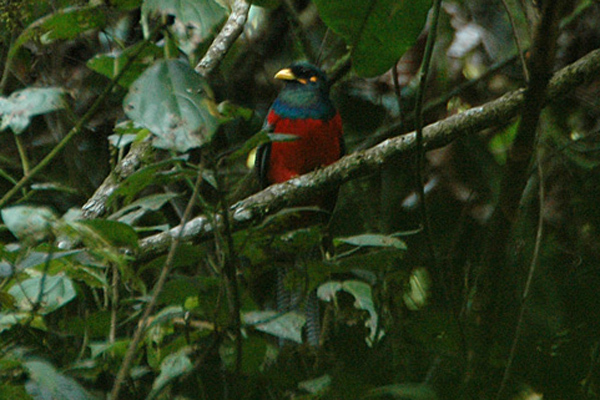
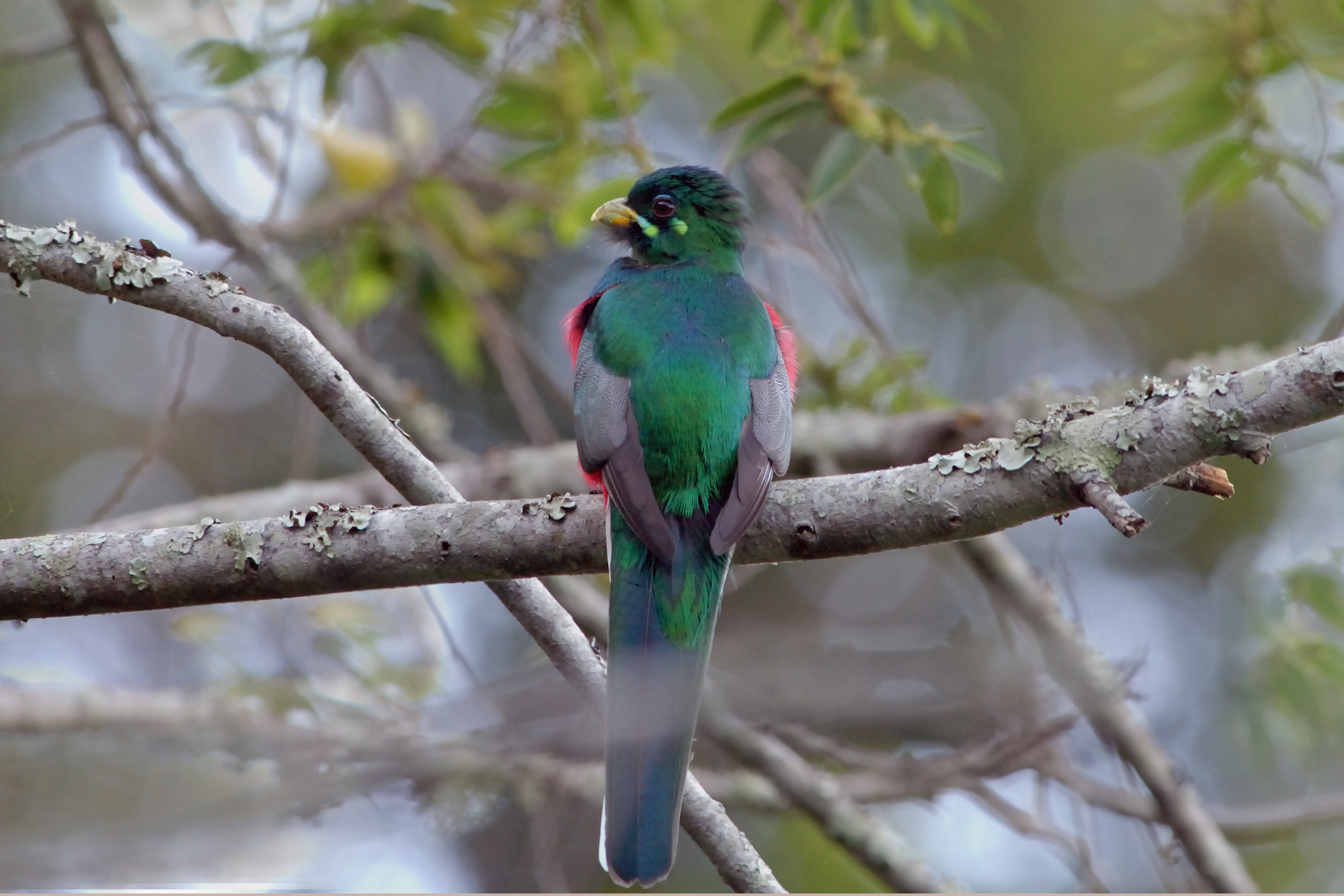